# 硕垒乌巴什
硕垒乌巴什（？—1623年），蒙古大汗达延汗的玄孙，格哷森札札赉尔（喀尔喀部的祖先）的曾孙，阿什海（札萨克图汗部的祖先）的孙子，阿拉坦汗王朝（和托辉特部）珲台吉政权的创立者。
阿什海弟弟诺诺和的长子阿巴岱年轻时征服西迁的卫拉特，其子锡部古泰监制卫拉特，以“珲台吉”（本为“皇太子”音译，此后为“副王”之意）为称号。1588年，阿巴岱死后，锡部古泰败于卫拉特。1606年，阿什海的孙子赉瑚尔进攻卫拉特获胜，派堂兄弟硕垒乌巴什重建珲台吉政权，管理卫拉特。1620年，准噶尔部首领哈剌忽剌攻打阿拉坦汗王朝，结果惨败，硕垒乌巴什夺得亚梅什盐湖附近的牧地。1623年，四卫拉特合兵反击阿拉坦汗王朝，硕垒乌巴什被卫拉特勇士赛因色尔滕吉刺杀。其子鄂木布额尔德尼即位。还有二子：杭图岱（扎萨克图汗部中左翼左旗贝勒根敦的父亲）、衮布伊勒登（昭乌达盟喀尔喀左翼旗贝勒）。